# Fatafehi Tuʻipelehake
Sione Ngū Manumataongo, V Tu'ipelehake e Tu'i Faleua (Nukuʻalofa, 7 gennaio 1922 – Auckland, 10 aprile 1999), è stato un principe e politico tongano.

## Biografia
Sione Ngū Manumataongo nacque nel Palazzo reale di Tonga, Nukuʻalofa il 7 gennaio 1922 ed era il terzo figlio della regina Salote Tupou III e di suo marito Viliami Tungī Mailefihi.
Studiò al Newington College di Sydney dal 1941 al 1942 e il Gatton Agricultural College, nel Queensland, in Australia.
Nel 1944 ricevette da sua madre il titolo di Tu'i Pelehake (Fatafehi). Questo è un titolo tradizionale di altissimo livello e il principe fu il suo quinto detentore. Il 14 luglio dell'anno successivo ricevette l'investitura ufficiale. Ricevette anche il secondo titolo più alto del regno, quello di Tu'i Faleua (re della seconda casa). Ereditò da sua madre un lato artistico; era un poeta e compositore famoso.
Svolse la sua carriera nel governo, inizialmente accanto al fratello maggiore, il principe ereditario e premier Taufa'ahau Tungi. Fu ispettore capo dell'agricoltura dal 1948 al 1949, governatore di Vavaʻu dal 1949 al 1952 e governatore di Haʻapai dal 1952 al 1953. Ricoprì poi vari incarichi ministeriali nel gabinetto, fino a quando subentrò come premier di Tonga quando suo fratello dovette lasciare l'incarico per succedere alla madre come sovrano. Mantenne l'incarico fino al 22 agosto 1991, quando dovette ritirarsi a causa di gravi problemi di salute. Visse i suoi ultimi anni su una sedia a rotelle e grazie a un sistema di supporto vitale.
Mantenne i titoli di Tu'i Pelehake e Tu'i Faleua per così tanti anni che divennero sinonimi di lui. Dopo la sua morte, solo il primo fu conferito a suo figlio, mentre il secondo tornò al re.
Morì ad Auckland il 10 aprile 1999 all'età di 77 anni dopo una lunga malattia. È sepolto nel cimitero reale di Malaʻe Kula a Nukuʻalofa.

## Vita personale
Fatafehi sposò Melenaite Tupoumoheofo Veikune (13 novembre 1924 - 16 marzo 1993) nello stesso giorno in cui suo fratello maggiore, il principe ereditario Taufa'ahau Tungi sposò Halaevalu Mata'Aho 'Ahome'e. Quello fu il famoso doppio matrimonio reale (ta'ane māhanga) del 10 giugno 1947. Ebbero sei figli, due maschi e quattro femmine.